# 제7회 서울국제사랑영화제
제7회 서울국제사랑영화제는 2009년 9월 17일에 열린 시상식이다.

## 수상 및 후보

### 우수상
- 블러드 더 라스트 뱀파이어 - 조재휘

### 영화비평공모 홍성사상(대상)
- 그녀는 구원을 받았을까? - 이소선 수상

### SCFF 초이스
- 우리가 용서한 것같이 - 로라 W 힌슨
- 기장 아부라에드 - 아민 마탈카
- 순교자 - 유현목
- 과거가 없는 남자 - 아키 카우리스마키
- 크로스 - 매튜 크로치
- 위도우즈 마이트 - 존 무어

### 달리다 꿈
- 프레이 더 데빌 백 투 헬 - 지니 레틱커
- 굿바이 그레이스 - 제임스 C. 스트로즈
- 프린스 오브 브로드웨이 - 션 베이커
- 우린 액션배우다 - 정병길
- 내겐 너무 사랑스러운 그녀 - 크레이그 질레스피
- 하얀 나비 - 김삼력
- 갓 이즈 대_드 - 에이브러햄 림

### 애니메이션 초청 부문
- 바시르와 왈츠를 - 아리 폴만
- 죽음이 어떻게 지구로 왔을까 - 이슈 파텔
- 굶주림 - 피터 폴디스
- 방랑자 - 조지 웅가
- 크리스마스 크래커 - 노먼 맥라렌 외2명
- 최우선권 - 이슈 파텔
- 빅뱅에서 화요일 아침까지 - 클로드 클루티에
- 샤를르와 프랑소아 - 코 호에데만

### 국제 단편 경쟁
- 아들의 여자 - 홍성훈
- 마이클 - 노효두
- 먼지 아이 - 정유미
- 황보출, 그녀를 소개합니다 - 지민
- 비보호 좌회전 - 안승혁
- 심심한 여자 - 최영림
- 서울은 흐림 - 윤부희
- 홀씨 - 황보경
- 아이들 - 윤성헌
- 금지된 여행 - 오영필
- 기후변화 - 김혜지
- 경주하는 저녁 - 오세섭
- 보습학원 - 이영재
- 붉은 여왕들 - 현정재
- 옥분씨네 화목한 가족 - 위보나
- 할매와 매다기 - 윤혜렴
- 아비정전 - 이완수
- 락커룸 - 김동명
- 소화불량 - 박정규
- 그녀를 보기만 해도 알 수 있는 것 - 신윤호

### SIAFF 특별전
- 호텔 르완다 - 테리 조지
- 착한 아이 - 강혜연
- 배고픈 하루 - 김동현
- 원폭 60년, 그리고... - 김환태
- 머리 위에 숯불 - 조형찬
- 부흥의 여정 - 김우현
- 이웃 - 이도윤
- 이제는 말할 수 있다 - 정승구
- 매직 캔디 - 민병국
- 스토리박스 - 백종호
- 남도의 백합화 - 권순도
- 하늘 연어 - 김정인